# 北沃波爾 (新罕布什爾州)
北沃波爾（英語：North Walpole）是位於美國新罕布什爾州切希爾縣的普查規定居民點。

## 人口
根據2020年美國人口普查的數據，北沃波爾的面積為1.81平方千米，當中陸地面積為1.80平方千米，而水域面積為0.01平方千米。當地共有人口785人，而人口密度為每平方千米433.7人。